# Pseudorhacochelifer coiffaiti
Espèce
Synonymes
- Rhacochelifer coiffaiti Vachon, 1961

Pseudorhacochelifer coiffaiti est une espèce de pseudoscorpions de la famille des Cheliferidae.

## Distribution
Cette espèce est endémique de Madère.

## Description
Le mâle holotype mesure 2,8 mm.

## Étymologie
Cette espèce est nommée en l'honneur d'Henri Coiffait.

## Publication originale
- Vachon, 1961 : Remarques sur les Pseudoscorpions de Madère, des Açores et les Canaries (première note). Bulletin du Muséum National d’Histoire Naturelle, sér. 2, vol. 33, p. 98–104.